# Voroniž
Voroniž (in ucraino Вороніж?) è un insediamento di tipo urbano (селище міського типу) dell'Ucraina, situato nell'oblast' di Sumy. La città è situata sulle rive del fiume Osota.
Questa regione è patria di poeti, tenori come Mykola Kuz'myč Ivanov e Panteleimon Kulish.